# Crossostylis sebertii
Crossostylis sebertii är en tvåhjärtbladig växtart som beskrevs av Adolphe-Théodore Brongniart och Gris. Crossostylis sebertii ingår i släktet Crossostylis, och familjen Rhizophoraceae. Inga underarter finns listade i Catalogue of Life.